# Nina Chabias
Nina Petrovna Chabias, född 1892, död okänt år (efter 1943), var en rysk futuristisk poet. Hon blev beryktad för att bryta mot den sovjetiska puritanska censuren genom sitt användande av "obscent språk".
Chabias tog examen från Smolnyjinstitutet 1911 och var sedan verksam i kommittén för analfabetismens avskaffande. Hon var en kontroversiell konstnär och placerades 1937 i en gulag. Hon släpptes fri 1942, men försvann året därpå.
Hon var gift med poeten Ivan Gruzinov.